# Skivholme Kirke
Skivholme Kirke ligger på bakken mellem Herskind og Skivholme. Kirken der er opført af kamp og frådsten mellem 1050-1250, består af et romansk kor og skib, hvortil der i senmiddelalderen er føjet et våbenhus i munkesten i syd og et tårn i vest samt i 1899 en apsis til erstatning for den romanske, som blev nedrevet 1801. Korets nuværende skikkelse skyldes en senromansk ombygning, der også må have omfattet den oprindelige apsis. Kirkeklokken er fra 1613. tårn er opført inden 1503, idet kalkmalerierne fra dette (og de følgende) år også dækker den runde tårnarkade. Det tre stokværk høje tårn er rejst af røde munkesten og rå kamp indvendig i tårnrummet. Syd- og vestfacaderne er skalmuret 1896. Syd- og vestfacaderne er skalmuret 1896. 2006 blev kirken skifertag erstattet med et blytag.
Det er ukendt, hvem der omkring 1050 har bygget kirken, men stod indtil 1582 under Århus Domkapitel og Århus Domkirke, som har haft indflydelse på dens udbygning og indretning, men ved et mageskifte i 1582 kom den under kronen med lensmanden på Skanderborg Slot som tilsynsførende. Fra 1672 til 1921 var kirkens liv og indretning præget af grevskabet Frijsenborg, i hvis besiddelse den blev indtil 1921, da den blev selvejende. Skivholme Sogn havde fra en gang i middelalderen (senest 1326) fælles sognepræst med Skovby, der var tilknyttet som annekssogn i Skivholme-Skovby Pastorat. Fra 1979 har Skovby udgjort et eget pastorat, mens Skivholme indgår i Skivholme-Sjelle-Skjørring Pastorat.

## Kalkmalerierne
Der er fundet rester af ældre kalkmalerier fra før hvælvingernes opførelse. Kunstneren eller kunstnerne kommer sandsynligvis fra den såkaldte Århus Skole. I skibets østende, på nord- og østvæggen, er der over hvælvene svage farverester i rødbrunt på et glat og fint pudslag. Under murkronen er på begge vægge tegnet ret store løkker, hvori vekselvis er ophængt to bugtende bånd, der krydser hinanden. Herunder ses en 10 cm høj bort, muligvis et draperi, hvis forløb kan konstateres på nordvæggens østlige del og videre på den østlige væg. 1896 havde Magnus-Petersen på korets nordvæg fundet svage spor af gammel maling, streger af draperier og dele af figurer, som imidlertid ikke kunne tydes på grund af nye pudsninger og overmalinger. På skibets nordvæg fandt han derimod linjerne af to kvindelige figurer, som i kalkmalerier fra omkring år 1200. Endelig foretog Olaf Heilvik i 1977 en fuldstændig genrestaurering en afdækning og ny-restaurering, særligt i skibets vestligste fag. Der konstateredes på triumfvæggen, midt over korbuen, sparsomme rester af en romansk bemaling, et ansigt med antydning af korsglorie: Kristus?
Kirkens hvælvinger er dekoreret med velbevarede sengotiske kalkmalerier fra ca. 1500 til 1503, afdækket og restaureret 1896-99 af J. Magnus Petersen. Skibets østligste hvælvfag blev 1930 restaureret 1930 af Harald Borre, der samtidig fjernede overmalinger fra den første istandsættelse. Endelig foretog Olaf Heilvik 1977 en fuldstændig genrestaurering en afdækning og ny-restaurering, særligt i skibets vestligste fag.
Der ses tydeligt en rangordning af motiverne fra den hellige ende i øst og mod vest, hvor der bl.a. er afbildet en gris, som spiller på sækkepibe og symboliserer dermed sandsynligvis at djævelen og meget andet lurede i kirkens vestre ende. I samme fag er også en fremstilling af gæs der hænger en ræv, der symboliserer at uvidende mennesker kan overvinde det onde.

## Inventar
Kirken blev fra 1977-78 hovedrestaureret, og til fremhævelse kalkmalerierne i hvælvene blev den nygotiske altertavle og stolesættet erstattet med nyt inventar. Fra middelalderen er der foruden kalkmalerierne bevaret den senere omhuggede døbefont og Maria-figuren fra omkring 1350.

## Kirkeskib
Kopien af tremastskonnerten Fulton, der er bygget og skænket af Leo Holsting, Aarhus, blev ved en festgudstjeneste indviet den 6. oktober 1997. Skibet er ophængt foran kalkmaleriet af Skt. Klemens, de søfarendes skytshelgen.
Skibet symboliserer kirken og menneskelivet.

## Døbefont
Døbefonten er det eneste inventar der er tilbage fra kirkens opførelses tid. Foden er af grå granit og den i 1893 omhuggede 45 cm høje kumme, forsynet med en nyhugget vulst, dog blev det oprindelige afløbshul bevaret. En overgang har granitfonten stået ude på kirkegården, men kom 1832 ind i kirken igen. 1878 afløstes den genopstillede stenfont af en støbejernsfont, men blev kasseret to år senere, og granitfonten blev igen taget i brug.
Dåbsfadet af messing er fra 1893, hvor det erstattede et tinfad, og den 18 cm høje cylinderformede dåbskande af tin er fra 1874.
Prædikestolen med opgang og himmel er antagelig udført mellem 1600 og 1605 af landsbysnedkeren Morten fra Skovby, der ikke alene har leveret prædikestolen til sin egen sognekirke, men også til flere kirker i samme herred, hvoraf Borum Kirkes prædikestol fra 1604 er den nærmest beslægtede. Stolen, af eg, har nu fire fag, et femte ved væggen er formodentlig splintret ved en lynild 1859. Foran de glatte hjørnefelter, kantet af små diamantbosser, står søjler med korintiske fantasikapitæler og fladsnits prydbælter med dobbeltvolutter omkring en midtroset. Tilsvarende, primitive volutter, dekoreret med neglesnit, bærer storfelternes arkader, hvis bueslag har en varierende, skåret udsmykning. I de kileformede ornamenter ses englehoveder. Krongesimsen har omløbende tandsnit og æggestav; de glatte frisefremspring har antagelig mistet de skårne englehoveder, der sædvanligvis pryder Morten snedkers prædikestole. Søjlerne hviler på volutsvungne krumknægte smykket med perlestavsrækker. I frise- og postamentfelter er reliefskårne indskrifter, som genfindes på andre af snedkerens stole, som i Skovby Kirke.

## Orgel
Orglet er bygget 1978 af Gunnar Fabricius Husted, Fredensborg. Orglet har Syv stemmer, ét manual og pedal. Facaden er tegnet af arkitekten Arne Karlsen.

## Maria med barnet
Træfiguren Maria med barnet, fra omkring 1250-1300, stammende fra en tidligere side-altertavle. Den 114 cm høje figur (målt til kronens underkant) er et velskåret, unggotisk arbejde, der har været udsat for en del overlast, som man i nyere tid har søgt at udbedre ved hjælp af mange tilføjelser, hvoraf figurernes hoveder er de væsentligste. I 1875 fandt man den på loftet, men blev omkring 1900 flyttet til tårnets syd-væg. Efter en istandsættelse 1977, er den nu anbragt i blændingen til Skibets norddør.

## Kirkegård
Skivholme Kirkegård er omhegnet af lave brede markstendiger. Hovedindgangen har siden 1861 været på den østlige side. Tidligere var der låge mod nord til Skivholme og mod syd til Herskind. 1977 blev der på kirkegårdens nordøstlige hjørne bygget et nyt ligkapel, som afløste et kapel fra 1907.

## Galleri
- Mater Dolorosa og Jesu fødsel fremstillet i overensstemmelse med den hellige Birgittas åbenbaring, 1503.
- Jesu fem sår:Tårnkransen omslutter hans hjerte, der gennembores af en lanse, 1503.
- Syndefaldet
- Narrefigurer
- Uddrivelen af Paradis, 1503.
- På korets nordkappe: Stiftsvåbnet mellem våbner for biskop Niels Clausen, 1503
- På skibets 3. hvælv fra øst:: Apostlene Judas Taddæus 1503

- På skibets 2. hvælv fra øst, østkappen: S. Clemens med en ukendt (såret?) person, 1503
- På skibets 1. hvælv fra øst, nordkappen: Den eukaristiske smertensmand, 1503
- På skibets 2. hvælv, de nordvestre svikler: To gøglere, 1503
- På skibets 2. hvælv fra øst, de nordøstre svikler: Olav og Knud konge eller Knud Lavard, 1503

- Skivholme Kirke
- Altertavlen
- Prædikestolen
- Døbefonten
- Orglet (der ringes indefra kirken)
- Figuren Maria med barnet, fra omkring 1275
- Kirkens præstetavle